# Heliconius explicata
Heliconius explicata är en fjärilsart som beskrevs av Hans Ferdinand Emil Julius Stichel 1923. Heliconius explicata ingår i släktet Heliconius och familjen praktfjärilar. Inga underarter finns listade i Catalogue of Life.